# Elaphoglossum mandonii
Elaphoglossum mandonii är en träjonväxtart som först beskrevs av Georg Heinrich Mettenius, och fick sitt nu gällande namn av Christ. Elaphoglossum mandonii ingår i släktet Elaphoglossum och familjen Dryopteridaceae. Inga underarter finns listade.